# Brudna Trzynastka

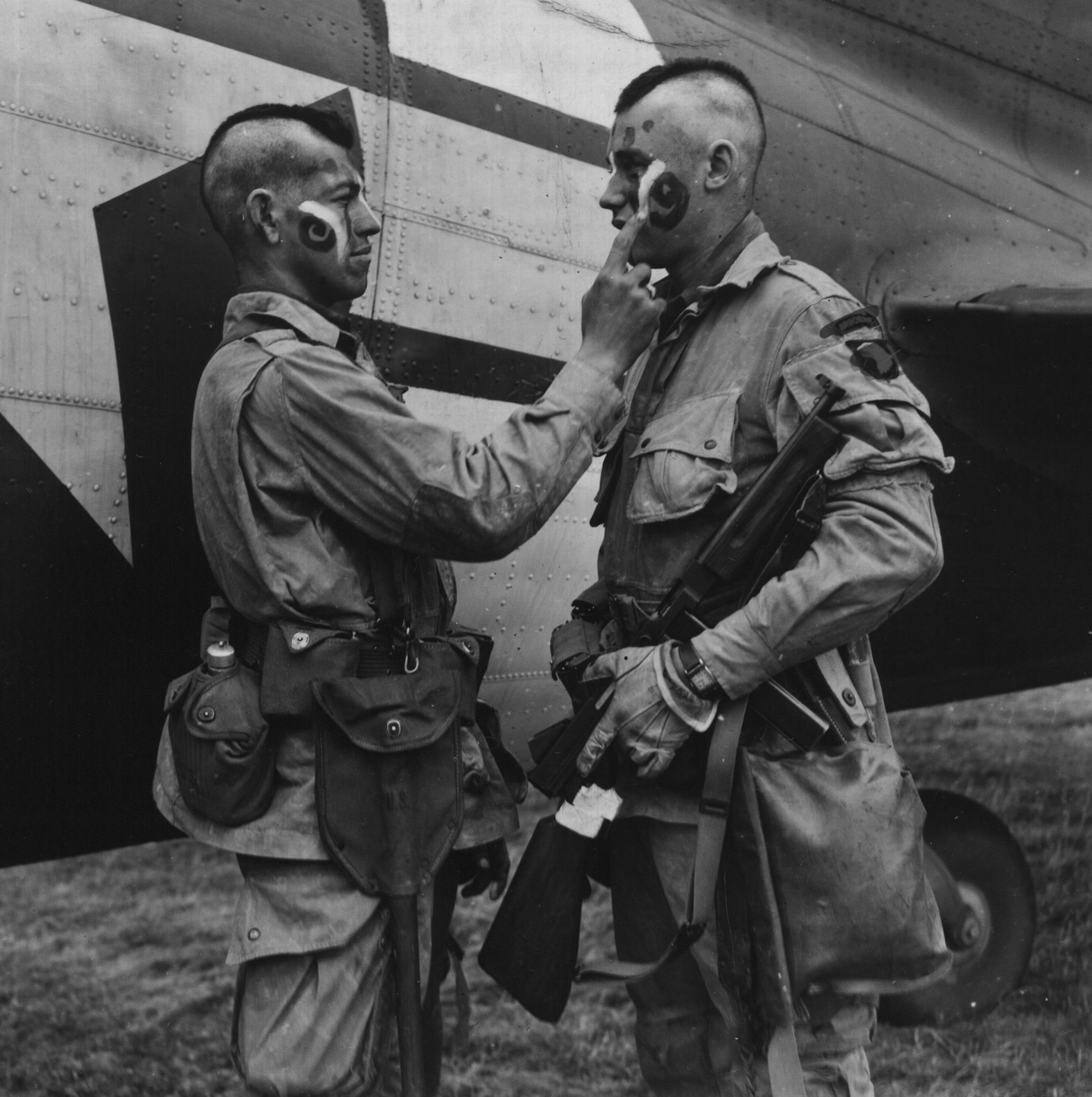
Żołnierze Brudnej Trzynastki (1944)

Brudna Trzynastka (ang. „Filthy Thirteen”) – 1. Sekcja Dywersyjno-Sabotażowa saperów pod dowództwem sierżanta Jake’a McNiece’a z 506. Regimentu Piechoty 101. Dywizji Powietrznodesantowej armii USA. 
Żołnierze z tej jednostki słynęli z picia, rozrób i brudnych mundurów, ale zyskali masową popularność dzięki zdjęciom z irokezami na głowach i pomalowanymi twarzami, które wykonano w przededniu lądowania w Normandii, a potem szeroko rozpowszechnianym w prasie. Za ich sprawą byli powszechnie uważani za rdzennych Amerykanów. Na 13 członków, sześciu miało polskie pochodzenie: Max Majewski, Eddy Malas, Frank Palys, George Baran, Joe Oleskiewicz i Joe Oparowski. Pomimo częstej abnegacji i nagannego zachowania, członkowie sekcji górowali nad innymi pod względem sprawności fizycznej, w związku z czym byli tolerowani w armii. Po rocznym szkoleniu żołnierzy przerzucono do brytyjskiej lokacji w Littlecote Manor House, gdzie ustalił się ostateczny skład zespołu. Żołnierze sekcji zostali zrzuceni nad Normandią w noc poprzedzającą desant, ale ulegli rozproszeniu i walczyli osobno, między innymi na czele zaimprowizowanych grup. Walki w Normandii przetrwało jedynie pięciu członków Brudnej Trzynastki: Jake McNiece, Joe Oleskiewicz, Chack Plauda, Jack Womer i Jack Agnew, inni zostali ranni lub trafili do niewoli. W następnych miesiącach ci żołnierze brali udział w operacji Market Garden, a potem w walkach w Ardenach.
Historia zespołu zainspirowała Erwina Nathansona do napisania powieści Parszywa Dwunastka, którą w 1967 roku zekranizował Robert Aldrich.